# Vogel Rok
Vogel Rok in Efteling (Noord-Brabant, Niederlande) ist eine Dunkelachterbahn vom Modell Custom MK-900 des Herstellers Vekoma, die am 9. April 1998 eröffnet wurde.
Der Name der Fahrt bezeichnet die Abenteuer von Sindbad und dem Vogel Roc aus Tausendundeine Nacht. Die umfangreiche Thematisierung umfasst neben der Fahrt auch noch das Gebäude und die Warteschlange. Das Gebäude hat als Frontalseite einen großen, bunten Roch, laut dem Guinness-Buch der Rekorde der größte Vogel in Europa. Zum Zeitpunkt der Eröffnung gab es wenige Effekte, und man konnte die Verbindung zur Geschichte nicht deutlich erkennen. Im Jahr 1999 wurden verschiedene Figuren und Lichteffekte hinzugefügt, unter anderem das Maul einer Schlange am Ende der Fahrt, das aufleuchtet, wenn der Zug hindurchfährt. Zudem wurde eine Laser-Show im Wartebereich installiert, welche die Geschichte erzählt.
 2007 wurde der Wartebereich renoviert und mit weiteren Dekorationen ergänzt.

## Züge
Vogel Rok besitzt drei Züge mit jeweils sechs Wagen. In jedem Wagen können vier Personen (zwei Reihen à zwei Personen) Platz nehmen. Die Wagen sind mit einem Lautsprechersystem ausgestattet, über das während der Fahrt speziell für die Attraktion von Ruud Boos komponierte Musik gespielt wird.

## Bilder

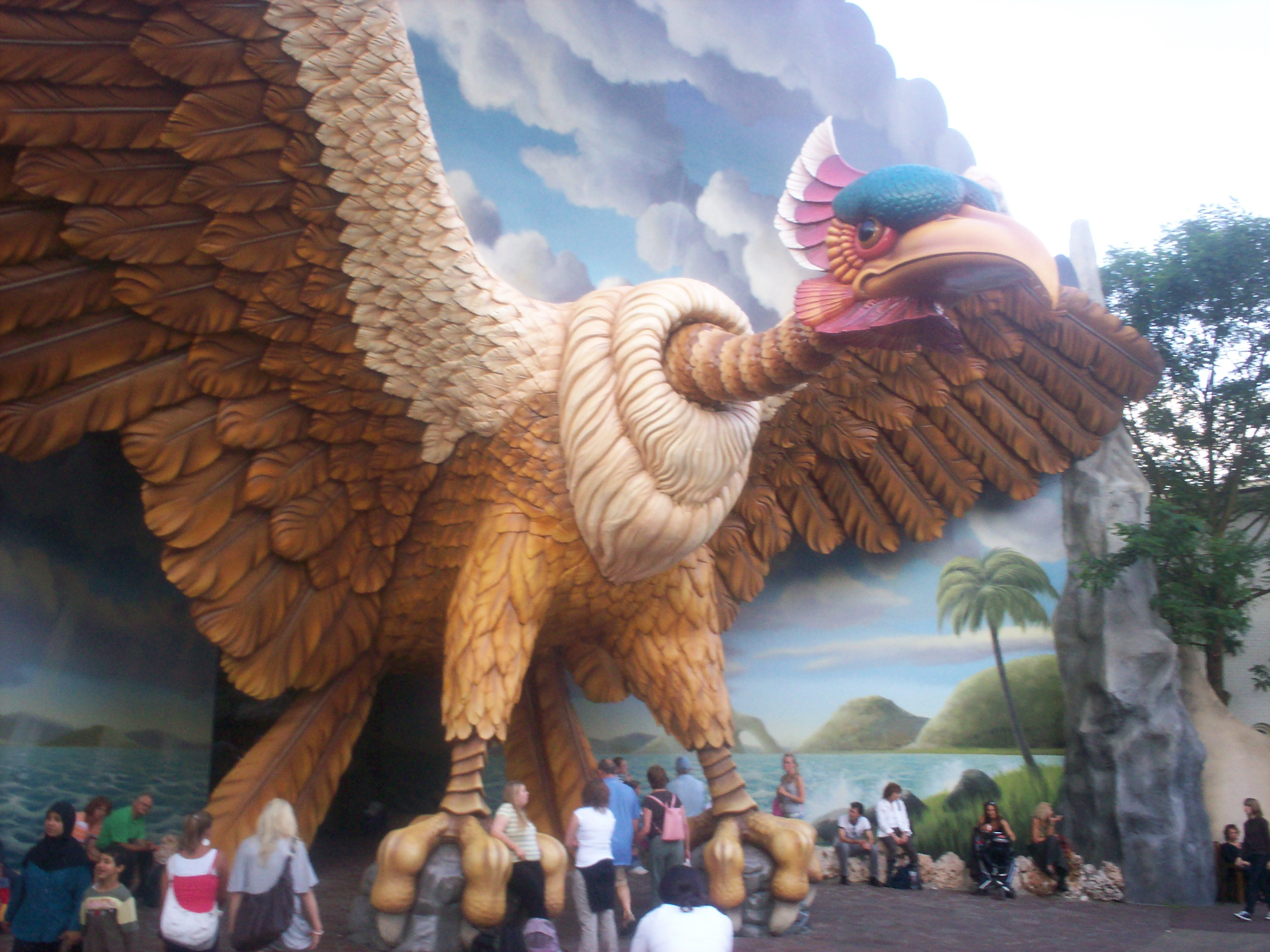
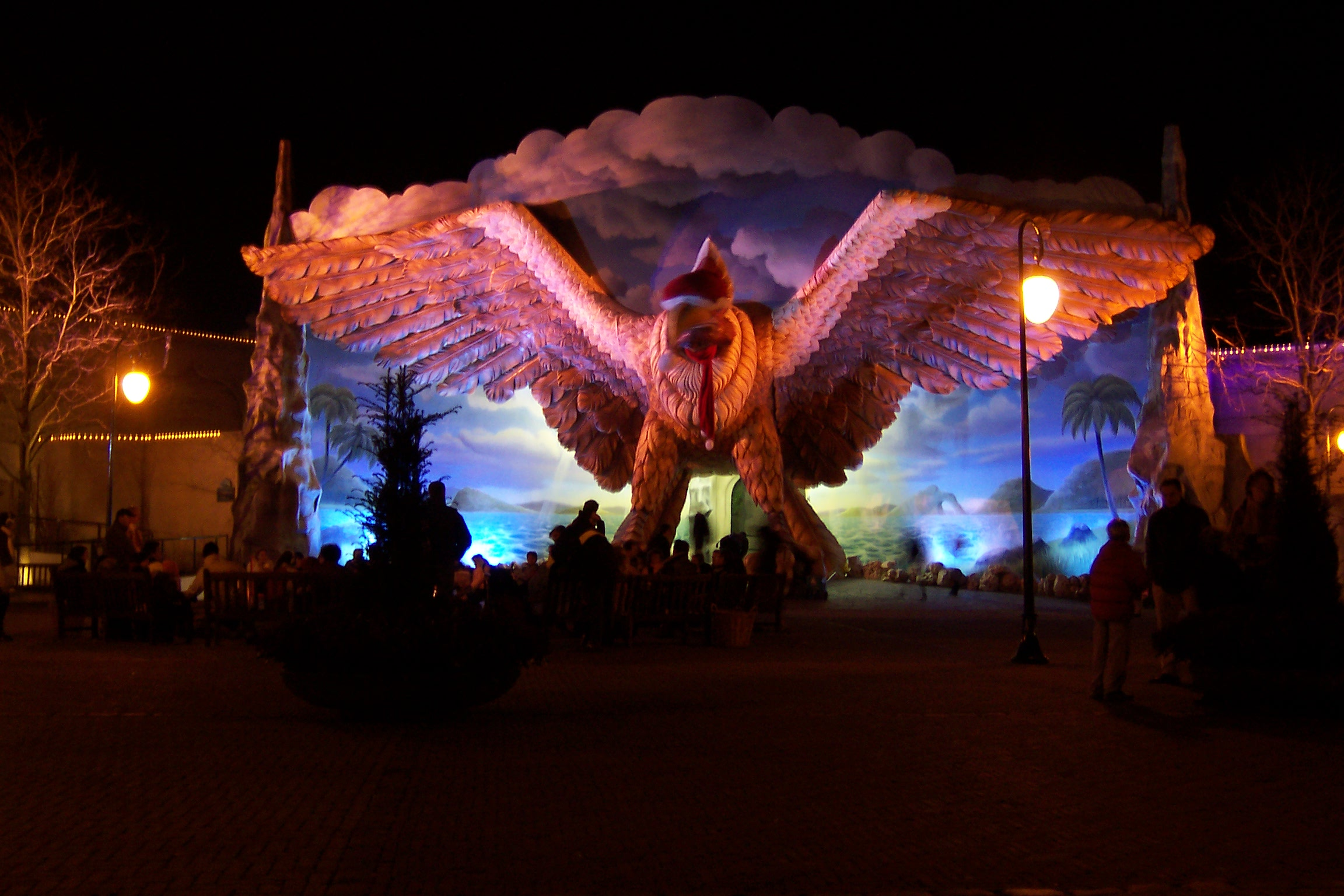